# کارولین دهاف
کارولین دهاف (انگلیسی: Carolyn DeHoff؛ زادهٔ ۷ نوامبر ۱۹۶۷) بازیکن بسکتبال، و سرمربی (بسکتبال) اهل ایالات متحده آمریکا است.